# Fort Winnebago
Fort Winnebago – miasto w Stanach Zjednoczonych, w stanie Wisconsin, w hrabstwie Columbia.